# Halichoeres miniatus
Halichoeres miniatus (Valenciennes, 1839) è un pesce di mare appartenente alla famiglia Labridae.

## Distribuzione e habitat
Proviene dalle barriere coralline dell'oceano Pacifico. È una specie costiera che vive soprattutto nelle zone con fondali rocciosi, ricche di vegetazione acquatica. Nuota fino a 5 m di profondità.

## Descrizione
Presenta un corpo allungato, leggermente compresso sui lati, con la testa dal profilo appuntito. La lunghezza massima registrata è di 14 cm. La colorazione è prevalentemente verdastra, ma le femmine hanno il ventre rosato con striature biancastre, non particolarmente visibili. I maschi adulti presentano delle striature rossastre sulla testa.

## Comportamento
Può formare gruppi composti da pochi esemplari anche se nuota abbastanza spesso solitario.

## Conservazione
Questa specie è comune e non sembra essere minacciata da particolari pericoli, quindi viene classificata come "a rischio minimo" (LC) dalla lista rossa IUCN.